# Weßling
Weßling è un comune tedesco di 5 143 abitanti, situato nel land della Baviera.